# تپه کولوک‌لر
تپه کولوک لر مربوط به دوره سلجوقیان است و در شهرستان ابهر، بخش سلطانیه، دهستان سنبل آباد، ۱۹۶۰ متری جنوب شرق روستای بویین واقع شده و این اثر در تاریخ ۲۶ دی ۱۳۸۶ با شمارهٔ ثبت ۲۰۵۱۳ به‌عنوان یکی از آثار ملی ایران به ثبت رسیده است.